# Unison (album của Celine Dion)
Unison là album tiếng Anh đầu tay của nữ ca sĩ người Canada Celine Dion, phát hành vào năm 1990 tại thị trường Bắc Mỹ và vào năm kế tiếp tại các thị trường khác trên thế giới. Tính cả các album tiếng Pháp trước đó, đây là album thứ 15 của Celine Dion.

## Bối cảnh
Trước Unison, Celine Dion đã có một sự nghiệp âm nhạc vững chắc trong cộng đồng Pháp ngữ. Cô đã phát hành 14 album hát tiếng Pháp: 11 tại Canada và 3 tại Pháp. Cô giành nhiều giải thưởng bao gồm 15 giải Felix, 2 giải thưởng tại liên hoan âm nhạc Yamaha, giải thưởng tại cuộc thi âm nhạc Eurovision và giải MetroStar. Dion nhận chứng nhận đĩa Vàng và Bạch kim cho một số album (4 vàng, 3 bạch kim) và đĩa đơn (3 giải vàng). Cô thành công với vai trò 1 nghệ sĩ hát tiếng Pháp nhưng vẫn chưa được biết tới tại các quốc gia nói tiếng Anh.
Năm 1985, Dion ghi âm đĩa đơn tiếng Anh đầu tiên mang tên gọi "Listen To The Magic Man" cho bộ phim The Peanut Butter Solution. Phần nhạc của bộ phim này còn bao gồm 1 bài khác của cô mang tên "Michael's Song". Cùng năm đó cô phát hành album trực tiếp "Celine Dion en concert" cũng bao gồm một vài ca khúc tiếng Anh như: "Up Where We Belong," "Over The Rainbow" và "What a Feeling".
Năm 1989, cô phát hành đĩa đơn hát tiếng Anh thứ 2 tại Canada mang tên "Can't Live With You, Can't Live Without You" – một bản song ca với nam ca sĩ Billy Newton-Davis. Dion cũng ghi âm ca khúc "Listen To Me" với Warren Wiebe. Đây là ca khúc chủ đề cho bộ phim cùng tên với sự tham gia diễn xuất của Kirk Cameron. Cũng vào năm 1989, cô ghi âm bản song ca thứ 3 với Dan Hill với tên gọi "Wishful Thinking".
Sau tất cả những bản song ca và ca khúc nhạc phim đó, đã đến thời điểm cho Dion ghi âm một album hoàn toàn bằng tiếng Anh nhằm giới thiệu cô với toàn thế giới. Ban đầu, để ghi âm album này, hãng CBS Records đã đề nghị mức chi phí là 25.000 đô la Mỹ (USD). Mức chi phí này cho phép Dion ghi âm phần giọng hát mới trên nền nhạc của các bài trong album tiếng Pháp phát hành trước đó của cô mang tên Incognito. Sau đó, nhờ 3 sự kiện xảy ra mà mức chi phí cho việc ghi âm album đã được nâng dần lên. Đầu tiên là việc Dion trình bày một bản song ca bằng tiếng Anh với Dan Hill tại hội nghị của CBS Canada diễn ra năm 1987. Màn trình diễn đủ để gây ấn tượng với chủ tịch hãng Bernie DiMatteo. Ông đã nâng chi phí lên 100.000 USD, nhờ vậy mà một số ca khúc mới đã được thêm vào. Sau đó, tại lễ trao giải Juno Awards, Dion đã trình bày "Have A Heart" - phiên bản tiếng Anh của ca khúc "Partout Je Te Vois" nằm trong album Incognito. Sau màn trình diễn này, mức chi phí nâng lên 300.000 USD. Khi nhà sản xuất David Foster xem được màn trình diễn này trên băng video, ông đã nói với DiMatteo rằng 300.000 USD là không đủ, nhờ vậy mà họ được ghi âm album với mức chi phí không giới hạn. Album này cuối cùng tiêu tốn khoảng 600.000 USD. Dion đã làm việc cùng 3 nhà sản xuất tên tuổi gồm David Foster, Christopher Neil và Andy Goldmark.

## Nội dung và phát hành
Unison ghi âm tại Luân Đôn, New York và Los Angeles. Các đĩa đơn trích từ album gồm: "(If There Was) Any Other Way," "Unison" (một ca khúc hát lại của Junior từ bộ phim All the Right Moves với sự tham gia của Tom Cruise), "Where Does My Heart Beat Now," "The Last To Know" (được ghi âm trước đó bởi Sheena Easton) và một đĩa đơn khác chỉ được phát trên sóng radio là "Have A Heart" (bản tiếng Anh của ca khúc "Partout Je Te Vois" trong album phát hành năm 1987 của Dion - Incognito). Unison đã giúp Dion giành hai giải thưởng tại Juno Awards cho "Album của năm" và "Giọng ca nữ của năm".
Để quảng bá cho album, Celine Dion đã thực hiện tour lưu diễn Unison Tour tại Canada. Đồng thời một cuốn băng video mang tên Unison cũng đã được phát hành. Trong khoảng thời gian đi lưu diễn, Celine Dion đã góp giọng cho "Voices That Care" - một đĩa đơn từ thiện được ghi âm bởi 1 nhóm các nhạc sĩ, ca sĩ, diễn viên, vận động viên nổi tiếng nhằm giúp củng cố tinh thần cho lực lượng quân đội Mỹ đang tham gia vào chiến tranh Vùng Vịnh và đồng thời cũng để ủng hộ cho Hiệp hội Chữ Thập Đỏ quốc tế.

## Tiếp nhận
Unison mang ảnh hưởng lớn bởi những âm thanh soft rock của thập niên 80 vì vậy nó rất phù hợp cho các chương trình phát thanh kiểu adult contemporary. Các nhà phê bình đánh giá rất tích cực về album này: Jim Faber của tờ Entertainment Weekly đã viết rằng giọng ca của Dion là "rất tự nhiên, trang nhã" và cô không bao giờ cố gắng "cứu vãn những phong cách đã lỗi thời". Stephen Thomas Erlewine của AllMusic mô tả rằng đây là "một album tiếng Anh đầu tay khá hay và được đầu tư công phu."
"Where Does My Heart Beat Now" được coi là đĩa đơn đã giúp Celine Dion bước chân vào với thế giới âm nhạc Anh ngữ. Ca khúc này đã đạt vị trí thứ 4 trên bảng xếp hạng tại Hoa Kỳ. Trên phạm vi toàn cầu, Unison đã tiêu thụ được 3.5 triệu đĩa.
Album này đạt thành công lớn nhất tại Canada (hạng 18) và Hoa Kỳ (hạng 74) với 7 đĩa bạch kim tại Canada (bán được hơn 700,000 bản) và 1 đĩa bạch kim tại Hoa Kỳ (với mức tiêu thụ khoảng 1.3 triệu đĩa). Album này đã vươn tới vị trí thứ 8 trên bảng xếp hạng của Na Uy - vị trí cao nhất của nó trên toàn thế giới. Sau 5 năm kể từ ngày phát hành, vào năm 1996, Unison giành vị trí là 55 tại Vương quốc Anh. Mặc dù không lọt vào bảng xếp hạng tại Pháp nhưng album đã được nhận chứng chỉ đĩa vàng vào năm 1997 nhờ việc tiêu thụ 100,000 đĩa.
Trong khi Dion đạt được những thành công ngày càng lớn dần trong cộng đồng Anh ngữ, các fan hâm mộ của cô tại Pháp và Quebec đã chỉ trích cô bỏ rơi họ. Sau khi giành giải thưởng Nghệ sĩ của năm hạng mục nói tiếng Anh tại lễ trao giải Felix Awards, cô đã cố gắng kết nối lại với cộng đồng fan nói tiếng Pháp bằng cách từ chối nhận giải thưởng này. Cô khẳng định cô đã, đang và sẽ luôn là một nghệ sĩ gốc Pháp chứ không phải một nghệ sĩ Anh.

## Danh sách bài hát
| STT | Nhan đề                            | Sáng tác                                 | Sản xuất           | Thời lượng |
| --- | ---------------------------------- | ---------------------------------------- | ------------------ | ---------- |
| 1.  | "(If There Was) Any Other Way"     | Paul Bliss                               | Christopher Neil   | 4:00       |
| 2.  | "If Love Is Out of the Question"   | Bliss Phil Palmer                        | Neil               | 3:53       |
| 3.  | "Where Does My Heart Beat Now"     | Robert White Johnson Taylor Rhodes       | Neil               | 4:32       |
| 4.  | "The Last to Know"                 | Brock Walsh Phil Galdston                | Neil               | 4:35       |
| 5.  | "I'm Loving Every Moment with You" | Tom Keane Eric Pressly Tyler Collins     | David Foster Keane | 4:08       |
| 6.  | "Love by Another Name"             | Foster Clif Magness Glen Ballard         | Foster             | 4:51       |
| 7.  | "Unison"                           | Andy Goldmark Bruce Roberts              | Goldmark           | 4:12       |
| 8.  | "I Feel Too Much"                  | Keane Pressly                            | Foster Keane       | 4:08       |
| 9.  | "If We Could Start Over"           | Stan Meissner                            | Foster             | 4:21       |
| 10. | "Have a Heart"                     | Aldo Nova Billy Steinberg Ralph McCarthy | Foster             | 4:12       |

## Xếp hạng và chứng nhận doanh số
| Bảng xếp hạng (1990–91)            | Thứ hạng cao nhất |
| ---------------------------------- | ----------------- |
| Canadian Albums (RPM)              | 15                |
| Canadian Albums (The Record)       | 17                |
| Norwegian Albums (VG-lista)        | 8                 |
| Album Hoa Kỳ Billboard 200         | 74                |
| Bảng xếp hạng (1992)               | Thứ hạng cao nhất |
| Australian Albums (ARIA)           | 15                |
| Bảng xếp hạng (1995)               | Thứ hạng cao nhất |
| Album Scotland (OCC)               | 68                |
| Album Anh Quốc (OCC)               | 55                |
| Bảng xếp hạng (1997)               | Thứ hạng cao nhất |
| Belgian Albums (Ultratop Flanders) | 80                |
| Belgian Albums (Ultratop Wallonia) | 56                |

| Bảng xếp hạng (1990)  | Thứ hạng |
| --------------------- | -------- |
| Canadian Albums (RPM) | 100      |
| Chart (1991)          | Position |
| Canadian Albums (RPM) | 63       |

| Quốc gia                                                                           | Chứng nhận  | Số đơn vị/doanh số chứng nhận |
| ---------------------------------------------------------------------------------- | ----------- | ----------------------------- |
| Canada (Music Canada)                                                              | 7× Bạch kim | 700.000^                      |
| Pháp (SNEP)                                                                        | Vàng        | 100.000*                      |
| Anh Quốc (BPI)                                                                     | Vàng        | 100.000^                      |
| Hoa Kỳ (RIAA)                                                                      | Bạch kim    | 1,227,000                     |
| Tổng hợp                                                                           |             |                               |
| Toàn cầu                                                                           | —           | 3,000,000                     |
| * Chứng nhận dựa theo doanh số tiêu thụ. ^ Chứng nhận dựa theo doanh số nhập hàng. |             |                               |

## Các giải thưởng
| Năm  | Lễ trao giải   | Tên giải thưởng                                                               |
| ---- | -------------- | ----------------------------------------------------------------------------- |
| 1990 | Billet Platine | Billet Platine dành cho buổi hoà nhạc Céline Dion                             |
| 1991 | Juno Awards    | Album của năm – Unison                                                        |
| 1991 | Juno Awards    | Giọng ca nữ của năm                                                           |
| 1991 | Félix Awards   | Nghệ sĩ gốc Quebec đạt thành công lớn nhất với ngôn ngữ không phải tiếng Pháp |

## Ngày phát hành
| Nước               | Ngày phát hành      | Nhãn đĩa | Định dạng | Mã hiệu   |
| ------------------ | ------------------- | -------- | --------- | --------- |
| Canada             | 26 tháng 3 năm 1990 | Columbia | CD        | 80150     |
| Hoa Kỳ             | 11 tháng 9 năm 1990 | Epic     | CD        | 46983     |
| Nhật Bản           | 21 tháng 2 năm 1991 | Epic     | CD        | ESCA-5184 |
| Úc, Vương quốc Anh | 4 tháng 3 năm 1991  | Epic     | CD        | 4672032   |